# Croton roxanae
Croton roxanae är en törelväxtart som beskrevs av Léon Camille Marius Croizat. Croton roxanae ingår i släktet Croton och familjen törelväxter. Inga underarter finns listade i Catalogue of Life.